# 圣布莱斯 (上萨瓦省)
圣布莱斯（法語：Saint-Blaise，法語發音：[sɛ̃ blɛz]）是法国上萨瓦省的一个市镇，属于圣于连昂热讷瓦区。

## 地理
圣布莱斯（46°3'55"N, 6°5'19"E）面积2.55 平方千米，位于法国奥弗涅-罗讷-阿尔卑斯大区上萨瓦省，该省份为法国东部省份，历史上为薩伏依的一部分，北与瑞士接壤，西接安省，南至萨瓦省，东与瑞士和意大利接壤。
与圣布莱斯接壤的市镇（或旧市镇、城区）包括：昂迪伊、科波内、克吕塞耶、普雷西伊。

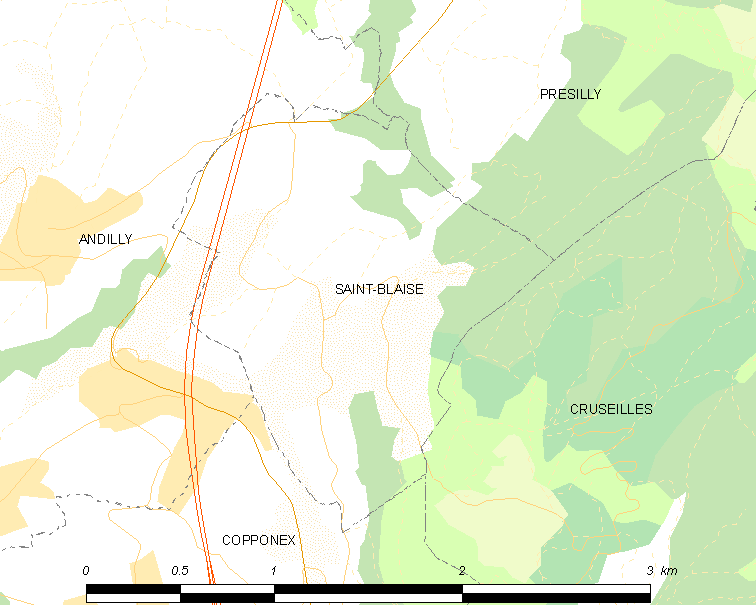
的OSM定位图

圣布莱斯的时区为UTC+01:00、UTC+02:00（夏令时）。

## 行政
圣布莱斯的邮政编码为74350，INSEE市镇编码为74228。

## 政治
圣布莱斯所属的省级选区为福龙河畔拉罗什县。

## 人口

1962-2008年间人口变化图示

圣布莱斯于2022年1月1日时的人口数量为378人。